# Adriana Lestido

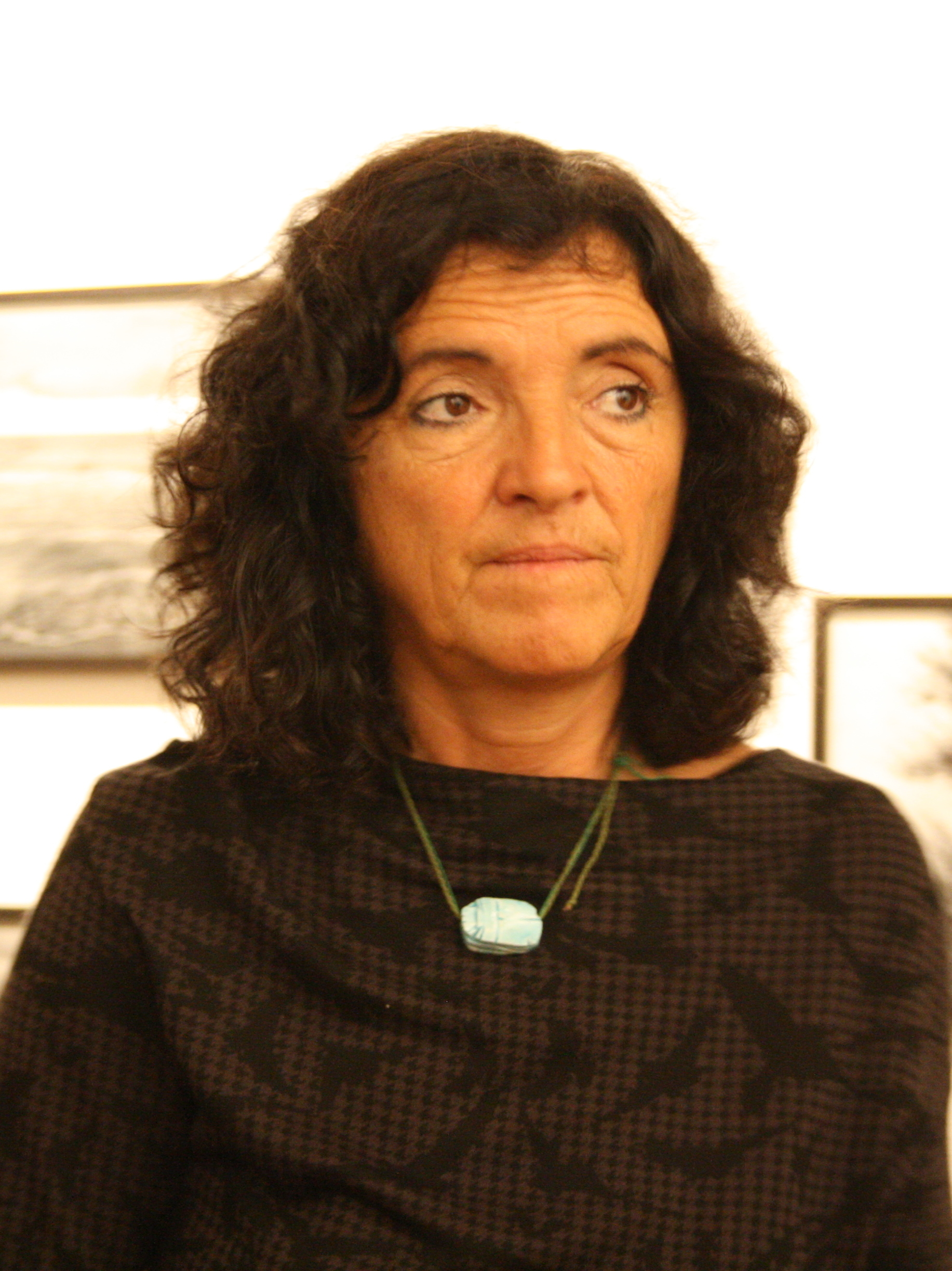
Adriana Lestido năm 2010.

Adriana Lestido (1955) là một nhiếp ảnh gia người Argentina. Những bức ảnh đen trắng của cô ghi lại nơi thường gặp khó khăn của phụ nữ trong xã hội.

## Tiểu sử
Adriana Lestido sinh năm 1955 tại Buenos Aires, Argentina. Cô sống ở Buenos Aires và Mar de las Pampas. Adriana Lestido học nhiếp ảnh tại Viện Nghệ thuật nhiếp ảnh và Kỹ thuật nghe nhìn ở Avellaneda. Từ năm 1980 đến 1995, bà làm phóng viên ảnh cho báo La Voz del Interior và Página / 12, và cơ quan DyN. Nhiếp ảnh là một công cụ cho phép cô hiểu được bí ẩn của các mối quan hệ của con người. Những cảm xúc cơ bản mang lại ý nghĩa cho những bức ảnh đen trắng của bà mẹ vị thành niên, tù nhân nữ, mối quan hệ mẹ con và tình yêu qua những cảnh quan trừu tượng và sương mù. Cô đã nhận được nhiều giải thưởng và sự phân biệt bao gồm một khoản trợ cấp từ Quỹ Hasselblad vào năm 1991, Giải thưởng Tổ chức Mother Jones năm 1997 và Giải thưởng Grand Acquisition tại Salón Nacional de Artes Visuales năm 2009. Năm 1995, cô là nhiếp ảnh gia người Argentina đầu tiên được cấp một khoản tài trợ Guggenheim. Năm 2010, cô được tuyên bố là một nhân vật văn hóa nổi bật của cơ quan lập pháp của thành phố Buenos Aires. Bà Adriana Lestido là tác giả của một số tiểu luận và sách bao gồm các giả thuyết của Mujeres năm 2001 và 2008, Madres e hijas năm 2003, Nội thất năm 2010, La Obra năm 2011, và Lo Que Se Ve vào năm 2012. Năm 2010 cô được Photo España mời tham gia triển lãm, Amores Difíciles (Khó yêu, nhiếp ảnh 1979/2007) tại Casa de América, Madrid và giảng dạy một trong những lớp học PHE10 tại Alcalá de Henares. Triển lãm cá nhân gần đây nhất của cô bao gồm Lo Que Se Ve (Những gì có thể được nhìn thấy), trưng bày lần đầu tiên vào năm 2008 tại hội trường Cronopios tại Centro Cultural Recoleta (Buenos Aires), Adriana Lestido. Những bức ảnh 1979/2007, được trưng bày tại Museo Nacional de Bellas Artes, Argentina từ tháng 5 đến tháng 7 năm 2013, Lo Quế Se Ve (Những gì có thể thấy), được trưng bày vào năm 2014 tại Art Gallery, Tổng Lãnh sự quán và Trung tâm Xúc tiến của Cộng hòa Argentina, New York, Hoa Kỳ.

## Triển lãm
Các tác phẩm của Lestido được trưng bày rộng rãi. Tại Argentina, chúng được bao gồm trong các bộ sưu tập của Museo Nacional de Bellas Artes và Museo de Arte Moderno, tại Hoa Kỳ tại Bảo tàng Mỹ thuật, Houston, Pháp tại Bibliothèque nationale và Thụy Điển tại Trung tâm Hasselblad ở Gothenburg. Triển lãm của cô đã được thấy ở Argentina, Mexico, Cộng hòa Dominica, Uruguay, Đức, Pháp, Nam Phi, Tây Ban Nha, Braxin, New York, Ohio và California.
Một hồi tưởng về công việc của Adriana Lestido được tổ chức vào năm 2010 tại Casa de América ở Madrid. Nó bao gồm khoảng 160 bức ảnh đen trắng trải dài từ 1979 đến 2007.

## Tác phẩm
- Lestido, Adriana (2003). Adriana Lestido: Madres e hijas. La Azotea editorial fotográfica. ISBN 978-950-9536-27-2.
- Lestido, Adriana. Adriana Lestido: Imprisoned Women with Their Children.
- Lestido, Adriana; Díaz, Gabriel; Travnik, Juan (2008). Adriana Lestido: lo que se ve: fotografías 1979-2007: Sala Cronopios, Centro Cultural Recoleta, Buenos Aires, Argentina, de 11 de marzo al 20 de abril de 2008. Centro Cultural Recoleta. ISBN 978-987-05-3927-8.
- Lestido, Adriana (2010). Interior. Grupo Insud.
- Saccomanno, Guillermo (2007). Mujeres presas. Dilan Ed. ISBN 978-987-20412-7-4.